# (9411) Hitomiyamoto
(9411) Hitomiyamoto est un astéroïde de la ceinture principale.

## Description
(9411) Hitomiyamoto est un astéroïde de la ceinture principale. Il fut découvert le 1er février 1995 à Ōizumi par Takao Kobayashi. Il présente une orbite caractérisée par un demi-grand axe de 3,20 UA, une excentricité de 0,14 et une inclinaison de 6,3° par rapport à l'écliptique.

## Compléments